# Прапор Олевська
Пра́пор Оле́вська затверджений у 2001 році та являє собою прямокутне полотнище з співвідношенням сторін 1:1.Він має темно-блакитну смугу між жовтим і синім кольорами Українського прапору. Ця смуга символізує річку Уборть. І посередині свій герб

## Опис
У зеленому полі з жовтою облямівкою — герб міста.
Автор — В.Ільїнський.